# Jalgpalliklubi Vall Tallinn
Il Jalgpalliklubi Vall Tallinn, noto anche come Vall Tallinn era una società calcistica estone di Tallinn.

## Storia
Fondata nel 1993 con il nome di Serveni, dalla stagione seguente cambiò nome in Vall.
Partecipò alla Esiliiga nel 1993-1994, giungendo secondo e fallendo la promozione per un solo punto dal Kalev Pärnu. L'anno seguente finì ultimo nel girone Nord della prima fase, mentre finì secondo nella seconda fase, mantenendo la categoria grazie alla vittoria nei play-off contro il Merkuur Tartu.
Nel 1995-1996 finì invece secondo nella prima fase, potendo disputare il girone promozione/retrocessione per l'accesso alla Meistriliiga: si classificò secondo ottenendo l'accesso alla massima serie. L'anno seguente finì ultimo, dovendo disputare nuovamente il girone promozione/retrocessione: finì nuovamente secondo, mantenendo la categoria.
Per problemi finanziari decise però di scambiare il titolo con il Lelle FC (formazione di Esiliiga) che diede vita al Lelle SK. Partecipò, quindi all'Esiliiga, vincendola, ma non ottenne la promozione giungendo terzo nel girone promozione/retrocessione.

## Palmarès

### Competizioni nazionali
- Esiliiga: 1

1997-1998

### Altri piazzamenti
- Esiliiga:

Secondo posto: 1993-1994, 1995-1996

## Statistiche e record

### Partecipazione ai campionati
Nel seguito sono riportati esclusivamente i campionati post-sovietici, in quanto i precedenti erano a carattere regionale.
| Livello | Categoria    | Partecipazioni | Debutto   | Ultima stagione | Totale |
| ------- | ------------ | -------------- | --------- | --------------- | ------ |
| 1º      | Meistriliiga | 1              | 1996-1997 | 1996-1997       | 1      |
| 4º      | Esiliiga     | 4              | 1993-1994 | 1997-1998       | 4      |